# Invisibles
Invisibles is een Spaanse film uit 2020, geregisseerd door Gracia Querejeta.

## Verhaal
De drie hoofdpersonen zijn vrouwen van middelbare leeftijd die elke donderdag samenkomen om door het park te wandelen en samen te sporten. Ze delen lief en leed met elkaar, maar ze staan alle drie heel anders in het leven, wat soms tot verhitte discussies leidt. Wat ze gemeen hebben met elkaar is dat ze worstelen met de tijd en het ouder worden, en dit versterkt hun vriendschap.

## Rolverdeling
| Acteur          | Personage |
| --------------- | --------- |
| Emma Suárez     | Elsa      |
| Adriana Ozores  | Julia     |
| Nathalie Poza   | Amelia    |
| Blanca Portillo | Mara      |
| Pedro Casablanc | Félix     |
| Fernando Cayo   | Alberto   |
| Paqui Horcajo   | Helena    |
| Carlos Olalla   | Ejecutivo |